# Военный институт КГБ при Совете министров СССР
Военный ордена Ленина, Краснознамённый институт КГБ при Совете Министров СССР имени Ф. Э. Дзержинского — высшее военное учебное заведение КГБ СССР, готовившее офицеров пограничных войск.

## Общие сведения
Организационно структура института включала 4 факультета и курсы усовершенствования руководящего состава.
Военный институт вёл обучение слушателей по четырём профилям:
- офицеров Пограничных войск КГБ СССР;
- офицеров Внутренних и конвойных войск МВД СССР;
- офицеров штабов и частей МПВО МВД СССР;
- офицеров военной контрразведки.

## История создания и развития
30 ноября 1923 года в Москве была учреждена Высшая пограничная школа ОГПУ (позднее была переведена в подмосковное Болшево).
Первый начальник Школы — чекист И. К. Опанский, по совместительству начальник Отдела пограничной охраны ОГПУ, главный инспектор войск ОГПУ и помощник начальника Контрразведывательного отдела ОГПУ. В сентябре 1924 года состоялся первый выпуск Высшей пограничной школы ОГПУ. В ходе становления Школы совершенствовался процесс обучения слушателей, чему способствовало создание в декабре 1924 года, в соответствии с приказом по школе, предметно-методических комиссий (ПМК) по изучаемым предметам. ПМК создавались не только по предметам, но и курсам. Создание ПМК сыграло значительную роль в последующем развёртывании военно-научной работы в ВУЗе.
В марте 1925 года Реввоенсоветом СССР был издан приказ № 208, объявлявший «Положение о военно-научной работе в высших военно-учебных заведениях» в стране. В приказе отмечалось, что оправдавшими себя формами военно-научной и исследовательской работы в военно-учебных заведениях являются лекции, доклады, совещания и теоретические конференции по новым проблемам, выполнение различных индивидуальных заданий, в том числе и в рационализации, разработка организационных вопросов в свете новых требований, предъявляемых к войскам, написание учебных пособий и статей по актуальным вопросам службы, обучению и воспитанию слушателей.
Некоторые формы военно-научной работы (лекции, доклады, совещания), объявленные в приказе РВС, в Высшей пограничной школе осуществлялись, но в последующем в учебные планы были внесены определённые коррективы, исходя из требований приказа по организации военно-научной работы. Особое внимание было обращено на оборудование, оснащение и формирование лабораторий, призванных совместить теорию с практикой в ВПШ ОГПУ в течение 1925 года были окончательно сформированы и оборудованы 16 необходимых для обучения лабораторий (тактики, топографии, конного дела, военной администрации, связи, артиллерии, экономики и ряд других).
В связи с тем, что в 1920-х годах сложилась и стала активно развиваться тактика морских частей пограничных войск, основанная на сочетании действий береговых подразделений, пограничных кораблей и авиации, в составе школы была создана лаборатория морского дела.
Большое внимание уделялось рациональному использованию не только учебного, но и свободного от занятий времени, 36-часовая учебная неделя с ежедневной шестичасовой академической нагрузкой оставляла достаточно времени слушателям для самостоятельной научной работы. В апреле 1926 года начальником Высшей пограничной школы стал руководящий работник ОГПУ З. Б. Кацнельсон, занявший в декабре 1925 года после Я. К. Ольского должность начальника Отдела пограничной охраны ОГПУ и главного инспектора войск ОГПУ (с августа 1926 года — Главного управления пограничной охраны и войск ОГПУ). С его переходом в апреле 1929 года на должность заместителя полномочного представителя ОГПУ по Северо-Кавказскому краю такое совмещение постов прекратилось и в дальнейшем Высшую пограничную школу возглавляли, как правило, строевые командиры. Первыми из них были комбриги Р. К. Лепис и С. Д. Баранский.
28 июля 1934 года была переименована в Высшую школу войск НКВД.
С каждым годом в Школе росло количество командиров и преподавателей, имеющих высшее военное и общее образование. К началу 1940 года постоянный состав школы насчитывал 180 человек. Из них 79 имели высшее военное и общее образование, 59 заочно учились в академиях Красной Армии.
Выполняя одну из важных задач научной работы, Школа продолжала готовить военно-педагогические кадры для пограничных школ. За восемь лет этой деятельности (1932—1940) школой было подготовлено 250 преподавателей различных дисциплин. Многие из них впоследствии стали известными педагогами военно-учебных заведений войск НКВД, в том числе и преподаватели школы — Р. Ф. Донченко, Ф. Ф. Помитяев, Ж. Д. Шляхтин, Д. И. Горшков, М. К. Сидоров.
Преподавателем тактики конницы начинал свою деятельность в школе Г. Г. Соколов, ставший в предвоенные годы генерал-лейтенантом, начальником пограничных войск КГБ СССР. Преподавателем, а затем руководителем партийно-политической работы был К. Ф. Телегин, впоследствии политработник Советской Армии, генерал-лейтенант. В коллективе школы начинал свой путь С. С. Бельченко — генерал-полковник, заместитель председателя КГБ СССР в послевоенные годы.
25 декабря 1933 года постановлением ЦИК СССР, Высшая пограничная школа ОГПУ была награждена Почётным знаком «ВЧК-ОГПУ» и ей было присвоено имя заместителя председателя ОГПУ Г. Г. Ягоды.
В 1930-е-1940-е годы Высшую пограничную школу НКВД окончили тысячи командиров погранвойск. Среди них были практически все представители командного состава погранвойск, многие крупные руководители госбезопасности 1940—1950-х годах.
После окончания Великой Отечественной войны в июле 1946 года Высшая офицерская школа МВД СССР была реорганизована в Военный институт МВД с передачей ему по преемственности орденов Ленина и Красного Знамени. В 1949—1953 годы после возвращения погранвойск в систему госбезопасности главное учебное заведение погранвойск именовалось Военным институтом МГБ СССР.
Впервые в истории Военного института МГБ с 28 января по 12 февраля 1950 года, после окончания курсов «Выстрел», прошли двухнедельный курс обучения тактике и оперативному использованию пограничных войск 11 офицеров Народной Республики Болгарии. Затем группа из 5 офицеров НРБ в течение года проходила курс подготовки по военным и специальным дисциплинам в объёме батальон — полк, пограничная комендатура — пограничный отряд. Этим было положено начало функционирования особой иностранной группы — предшественницы специального факультета.
27 октября 1951 года объявляется штат спецкурса для подготовки офицеров стран народной демократии, а 8 декабря 1951 года 30 офицеров Венгерской Народной Республики приступили к занятиям по программе обучения, рассчитанной на полтора года.
20 сентября 1952 года Министр государственной безопасности СССР С. Д. Игнатьев издал приказ с объявлением штата специального факультета Военного ордена Ленина, Краснознамённого института в составе трёх курсов— «А», «Б», «В», то есть представителей Албании, Болгарии и Румынии общей численностью 110 слушателей. Они изучали русский язык, службу войск, историю КПСС и общую тактику. Для проведения занятий с ними привлекались 33 преподавателя, входившие в штат факультета. В дальнейшем для обучения на специальном факультете в институт прибыли офицеры из ЧССР, ВНР и ГДР.
Существенные преобразования в институте были проведены в 1956 году. Институту было предписано перейти на подготовку офицеров по двум профилям: общевойсковому и местной противовоздушной обороны (МПВО). Учебным планом предусматривалось вместо квалификации выпускников «офицер с высшим военным образованием» ввести квалификацию «офицер с высшим военным и специальным образованием». В связи с этим основной факультет института был реорганизован в два факультета: офицеров пограничных и внутренних войск и офицеров штабов и частей МПВО.
В марте 1957 года постановлением Совета Министров СССР охрана госграницы была передана в ведение КГБ при Совете Министров СССР. Соответственно с этим Военный институт МВД был переименован в Военный институт КГБ при Совете Министров СССР.
В 1960 году было произведено третье по счёту, начиная с 1950 года, сокращение численности Пограничных войск. Постановлением СМ СССР и приказом председателя КГБ при СМ СССР от 22 января 1960 года «Об упорядочении подготовки и переподготовки кадров органов государственной безопасности и сокращении численности учебных заведений КГБ при СМ СССР» Военный ордена Ленина, Краснознамённый институт КГБ при СМ СССР имени Ф. Э. Дзержинского 1 октября 1960 года был расформирован.
Согласно этому приказу были расформированы и некоторые другие учебные заведения пограничных войск — Ленинградское высшее военно-морское пограничное училище, Калининградское высшее командное пограничное училище, Ленинградское Суворовское пограничное военное училище. Для завершения образования слушатели всех факультетов переданы на созданный военный факультет Высшей школы КГБ СССР. Туда же переведены 104 офицера постоянного состава, свыше 60 солдат и сержантов срочной службы, 150 рабочих и служащих. Многие были переведены на работу в другие учреждения, уволены в запас.
Боевое Красное Знамя института с орденами Ленина и Красного Знамени были сданы в Музей пограничных войск, печати и штампы уничтожены по акту.
Всего с 1946 по 1960 год Военный институт подготовил 3791 офицера, в том числе на основных факультетах — 1842, на заочном факультете — 627, на курсах усовершенствования руководящего состава войск и органов МВД — КГБ — 1153, на факультете по подготовке офицеров социалистических стран — 602 человека.
Для завершения образования слушателей 1-го и 2-го курсов при Высшей школе КГБ при СМ СССР им. Ф. Э. Дзержинского был создан военный факультет. Его начальником был назначен генерал-майор П. Г. Гришин, руководивший им до 17 апреля 1962 года. В составе факультета имелись две кафедры: оперативно-тактической подготовки, которую возглавил генерал-майор П. Г. Гришин, и тактики пограничных войск — её начальником был полковник Г. П. Сечкин. Социально-экономические и специальные дисциплины преподавали педагоги Высшей школы.
В 1962 году, произведя последний выпуск, военный факультет Высшей школы КГБ при СМ СССР прекратил своё существование.

## Руководители
Высшая пограничная школа ОГПУ
- 1923—1924: И. К. Опанский
- 1924—1929: комиссар ГБ 2-го ранга З. Б. Кацнельсон
- 1929—1934: комбриг Р. К. Лепсис

Высшая пограничная школа НКВД
- 1934—1939: комбриг С. Д. Барановский

Высшая школа войск НКВД и Высшая офицерская школа войск НКВД
- 1939—1941: генерал-майор Д. В. Крамарчук
- 1941—1942: полковник ГБ Н. В. Смирнов
- 1942—1943: генерал-майор А. И. Гульев
- 1944: генерал-майор А. В. Воробейков
- 1944—1946: генерал-лейтенант И. С. Шередега

Военный институт МГБ
- 1946: генерал-лейтенант М. П. Марченков
- 1946—1947: генерал-майор Н. П. Никольский
- 1947—1954: генерал-лейтенант Ф. Я. Соловьёв

Военный институт МВД и Военный институт КГБ при СМ СССР
- 1954—1958: генерал-лейтенант Н. А. Веревкин-Рахальский
- 1958—1960: генерал-лейтенант (впоследствии генерал армии) Г. К. Цинев.

## Награды
- Почётный знак «ВЧК—ОГПУ» (1933 год)
- Орден Ленина (1946 год)
- Орден Красного Знамени (1946 год)

## Известные выпускники
См. Категория:Выпускники военного института КГБ при Совете министров СССР